# Horace Ashenfelter
Horace Ashenfelter III (Phoenixville, 23 gennaio 1923 – West Orange, 6 gennaio 2018) è stato un siepista e mezzofondista statunitense, campione olimpico dei 3000 m siepi ai Giochi di Helsinki 1952.

## Palmarès
| Anno | Manifestazione      | Sede              | Evento       | Risultato | Prestazione | Note            |
| ---- | ------------------- | ----------------- | ------------ | --------- | ----------- | --------------- |
| 1952 | Giochi olimpici     | Helsinki          | 3000 m siepi | Oro       | 8'45"4      | Record mondiale |
| 1955 | Giochi panamericani | Città del Messico | 5000 m piani | Argento   | 15'31"4     |                 |
| 1956 | Giochi olimpici     | Melbourne         | 3000 m siepi | Batteria  | 8'51"0      |                 |